# Hiadeľ
Hiadeľ – wieś (obec) na Słowacji w kraju bańskobystrzyckim, w powiecie Bańska Bystrzyca. Pierwsza wzmianka o istnieniu tej wsi sięga 1424 roku.

## Położenie
Wieś leży w Dolinie Hiadelskiej, stanowiącej granicę między Niżnymi Tatrami (na wschodzie) a Starohorskimi Wierchami (na zachodzie). Jej zabudowania znajdują się mniej więcej w 1/3 długości doliny (licząc od dołu). Rozłożone są wzdłuż potoku Vážna, będącego prawobrzeżnym dopływem Hronu. Składa się z trzech części: Rákytie, Ulica i Záhumnie.

## Historia
Pierwsza wzmianka o istnieniu tej wsi sięga 1424 roku, kiedy to wymienioną ją pod nazwą Hedel, jednak przypuszcza się, że powstała ona jeszcze w drugiej połowie wieku XIV. Należała do feudalnego "państwa" z siedzibą na zamku w Slovenskéj Ľupči, które właśnie w 1424 r. zostało przejęte przez koronę. Później występowała jako Hedewl, Hedellehota (1455), Hodlerdorf (1563), Hodlergrund (1622), Hiadel (1656), węgierski Hédel, aż po dzisiejszy Hiadeľ.
W średniowieczu na terenie wsi wydobywano srebro. Później, aż do końca XVII w., dominowała hodowla owiec. W XVIII-XIX w. mężczyźni pracowali często jako robotnicy leśni na Horehroniu, a nawet w Gemerze i w Tekovie. W I. połowie XIX w. część z nich znalazła zatrudnienie przy wydobyciu rud żelaza; ślady po górniczych sztolniach i niewielkie hałdy skały płonnej można do dziś odnaleźć na stokach Doliny Hiadelskiej. W 1828 r. wieś liczyła 77 domów i 584 mieszkańców. Na początku XX w., poza hodowlą trudnili się oni głównie pracami sezonowymi jako drwale, woźnice itp.. W związku z utrzymującą się hodowlą owiec i bydła wyrabiano też we wsi blaszane dzwonki.
W czasie II wojny światowej w dolinie już od początków 1944 r. ukrywały się grupy partyzanckie. Tu odbywały się szkolenia, tu też organizowała się jednostka kapitana Jegorowa. Po wybuchu słowackiego powstania narodowego wielu mężczyzn z Hiadli przyłączyło się do powstańców, zaś w budynku szkoły mieścił się sztab brygady Jegorowa i partyzancki szpital (tablica pamiątkowa na budynku). Oddziały niemieckie kilkakrotnie później pacyfikowały wieś. Podczas jednej z takich akcji w listopadzie 1944 r. ok. 60 pojmanych mieszkańców i rannych partyzantów rozstrzelali pod Przełęczą Hiadelską (pomnik w górnej części doliny).
Po wojnie część mieszkańców znalazła pracę w lokalnym rolnictwie i gospodarce leśnej, część w zakładach przemysłowych i usługach w sąsiednich miastach, m.in. Bańskiej Bystrzycy i Podbrezovéj. Ze starej zabudowy, która z końcem XIX w. charakteryzowała Horehronie, zachowało się ledwo kilka zrębowych domów z podwórzami zamkniętymi charakterystycznymi drewnianymi bramami.